# رود کوموزو
رود کوموزو (به لاتین: Kumozu River) یک رود در ژاپن است که در استان میه واقع شده‌است.